# Змій (міфологія)
Змій (в міфології) — змієподібна істота в міфічному або релігійному контексті. Змієм може називатися істота, зовнішній вигляд якої є цілком або частково зміїним. Іноді воно поєднує в собі властивості плазуна і людини, або інших істот (птахів, ссавців).

## Етимологія слова
Етимологія в слова давньоруська — «змьи» (дракон, змія). У пам'ятках писемності зустрічається з XII століття, в значенні повітряного змія вживається з XVIII століття.
Слід розрізняти іменники «змій» та «змія». Останнє має спільний корінь зі словом «земля» і означає «гадину, яка плазує по землі». Прийнято вважати, що слово «змія» було табуїстичним, тобто його намагалися не вимовляти, побоюючись накликати біду.
У багатьох традиціях хтонічна природа змія відбивається в його назві, утвореному (як і в слов. мовах) від назви землі (ефіоп. Arwē medr «звір землі», єгип. Сата «син землі» або "життя землі "як описові позначення змія і т. ін.).

## Символічне значення в різних міфологічних традиціях

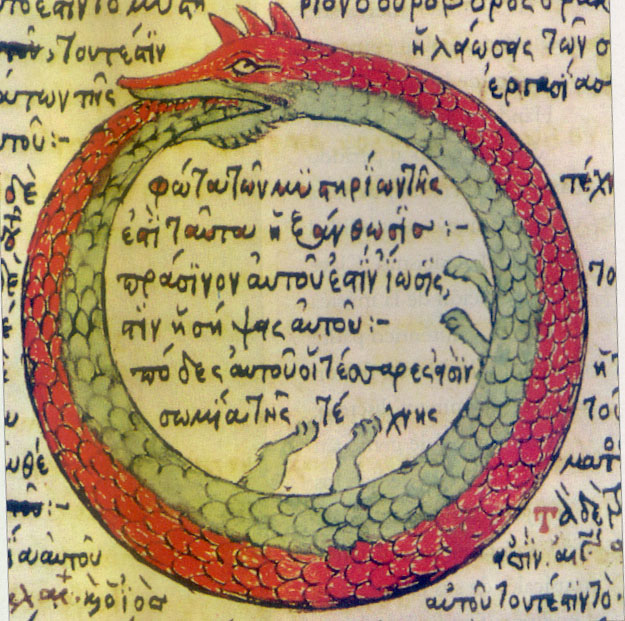
Зображення Уробороса в алхімічному трактаті 1478, автор — Теодор Пелеканос

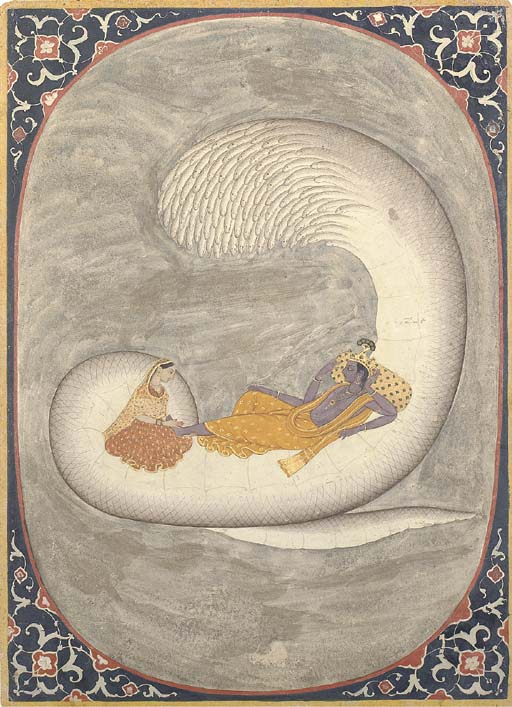
Відпочинок Вішну на змії-Ананта

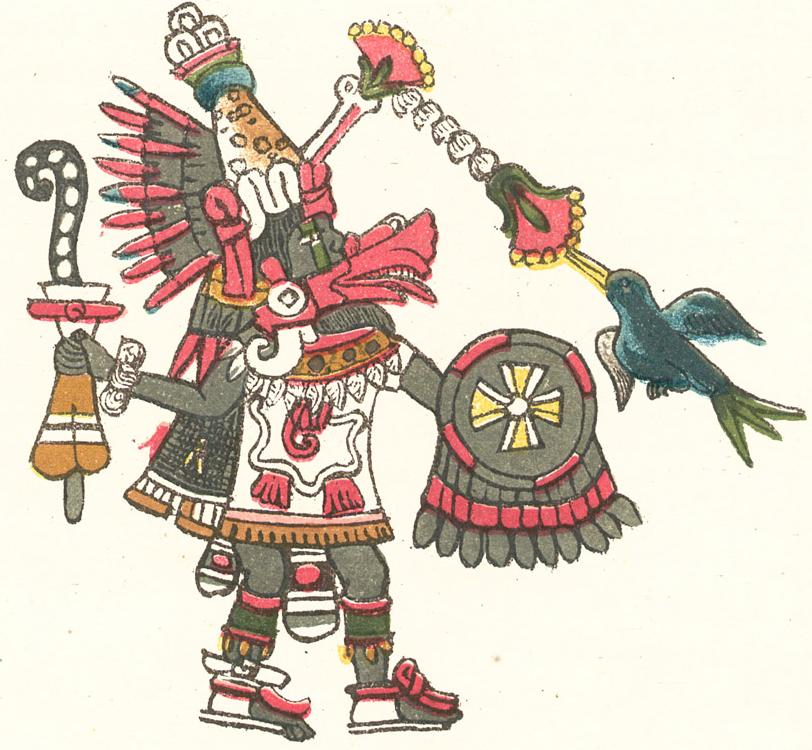
Зображення Кетцалькоатля з кодексу Мальябекіано, XVI ст.

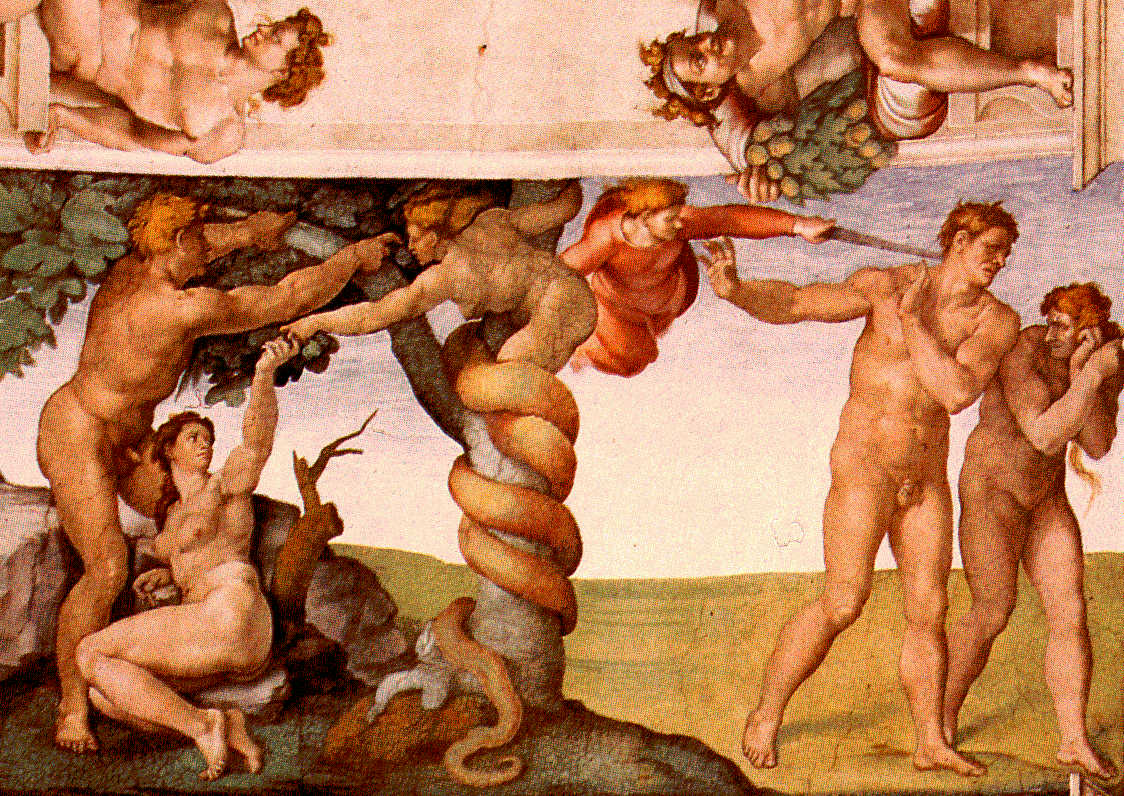
Вигнання з раю. Мікеланджело Буонаротті. Фрагмент стельового розпису Сікстинської капели.

Змій як символ представлений майже в усіх міфологіях, і зв'язується з родючістю, землею, жіночою силою, водою, дощем, з одного боку, і домашнім вогнищем, вогнем (особливо небесним), а також чоловічим запліднюючим началом — з іншого.
Зсіла кільцями змія ототожнюється з кругообігом явищ. Це і сонячне начало, і місячне, життя та смерть, світло та темрява, добро та зло, мудрість і сліпа пристрасть, зцілення й отрута, хранитель і руйнівник, відродження духовне та фізичне (Див. докладніше: Уроборос). Фалічний символ, запліднююча чоловіча сила, чоловік всіх жінок, присутність змії майже завжди пов'язується з вагітністю. Змія супроводжує всі жіночі божества, в тому числі Велику Мати, і часто зображується у них в руках або обвилася навколо них.
Хтонічний змій — це прояв агресивної сили богів підземного світу і темряви. Оскільки змія живе під землею, вона знаходиться в контакті з підземним світом і має доступ до сил, усевіданню і магії мертвих. Вона повсюдно вважається джерелом ініціації і омолодження і господинею надр. У своїй хтоничній іпостасі змія ворожа Сонцю і всім сонячним і духовним силам, символізуючи темні сили в людині. При цьому позитивне і неґативне начало знаходяться в конфлікті, як у випадку Зевса та Тифона, Аполлона та Пітона, Осіріса та Сета, орла та змії тощо. Вона символізує також початкову інстинктивну природу, приплив життєвої сили, неконтрольовану і недиференційовану, потенційну енергію, надихаючий дух. Це посередник між Небом і Землею, між землею і підземним світом.
В архаїчних міфологіях роль змія, що з'єднує небо і землю, найчастіше двоїста (він одночасно і благородний, і небезпечний), то в розвинених міфологічних системах (де змій часто носить риси дракона, зовні відрізняється від звичайної змії) нерідко виявляється насамперед його негативна роль як втілення нижнього (водного, підземного чи потойбічного) світу.

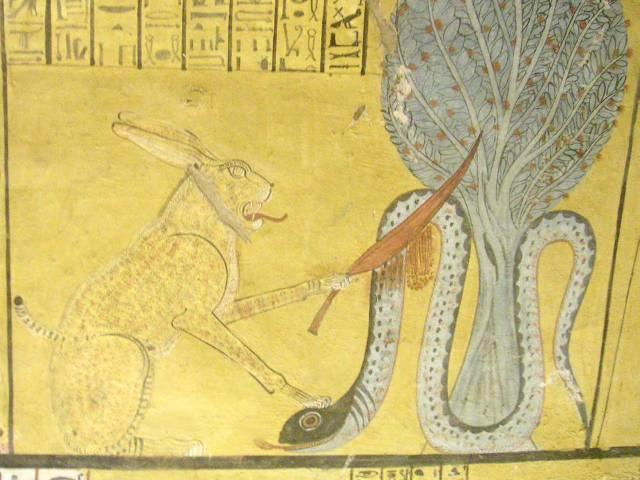
Ра в образі кота бореться з Апопом

В Єгипті кобра (uraeus) — символ вищої божественної і царської мудрості та влади, знання, золота. Апоп (полоз), як і Сет, в тій його якості, які ріднить його з Тифоном, — це змія туману, демон темряви, розладу і руйнування, і, крім того, шкідливий аспект палючого сонця. Змії поруч із сонячним диском уособлюють богинь, котрі вигнали ворогів бога сонця Ра. Дві змії — це Ноус і Логос. Змія з головою лева — захист від зла. Буто (богиня-змія) приймає образ кобри. Рогата гадюка — емблема Керастіса.

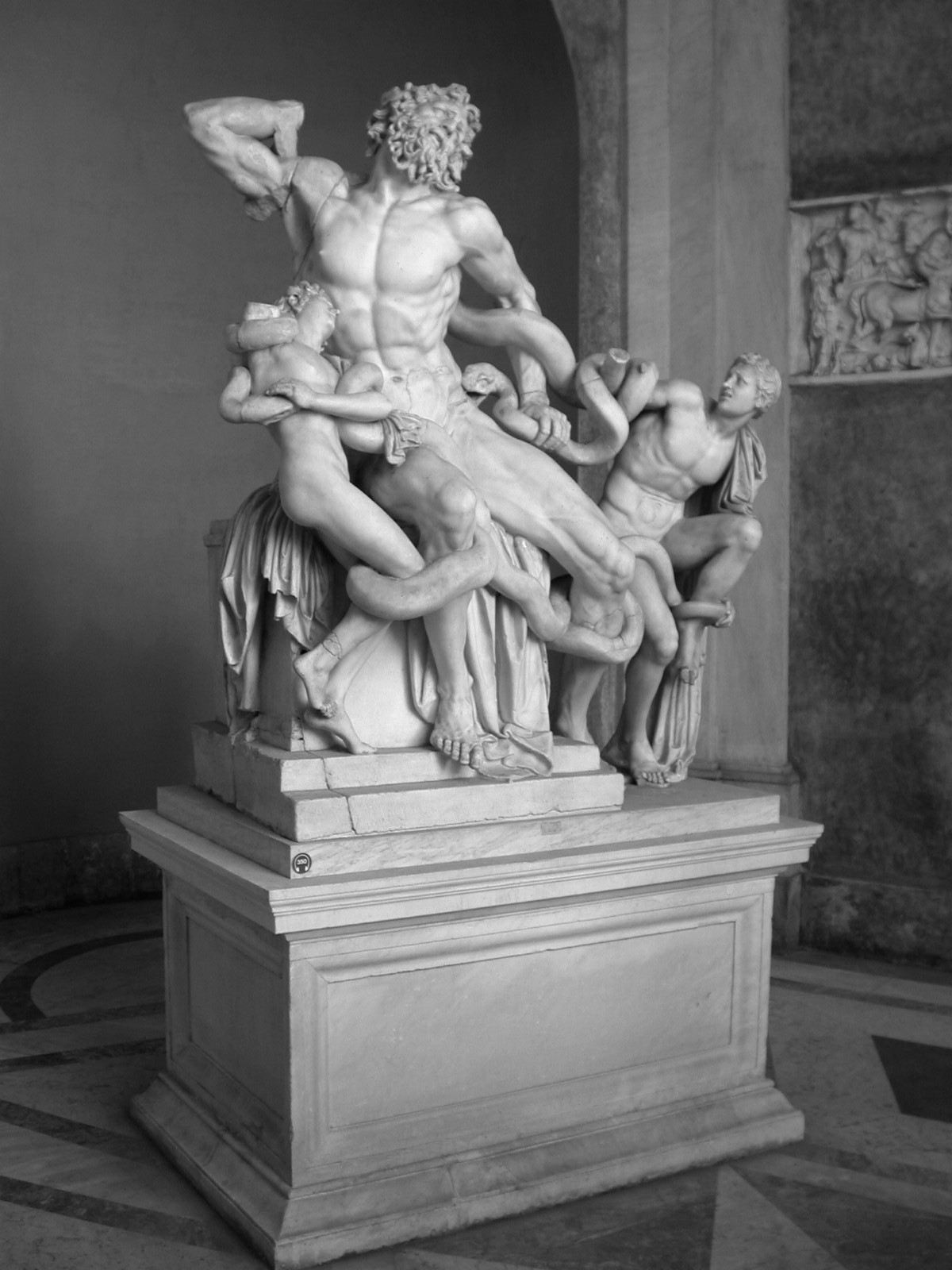
«Лаокоон та його сини». Музей Пія-Климента. Ватикан

У Греції змія уособлює мудрість, оновлення життя, воскресіння, зцілення, і в цій якості вважається атрибутом Ескулапа, Гіппократа, Гермеса і Гігієї. Змія — одна з іпостасей Ескулапа як рятівника і цілителя. Життєвий принцип, agathos daimon (добрий демон), іноді — теріоморфний вигляд Зевса-Амона та інших божеств. Змія присвячена Афіні як богині мудрості і Аполлону Дельфійскому як богу світла, який уражує пітона (Піфона). Аполлон не тільки позбавляє сонце від сил пітьми, а й звільняє людську душу натхненням і світлом знання.

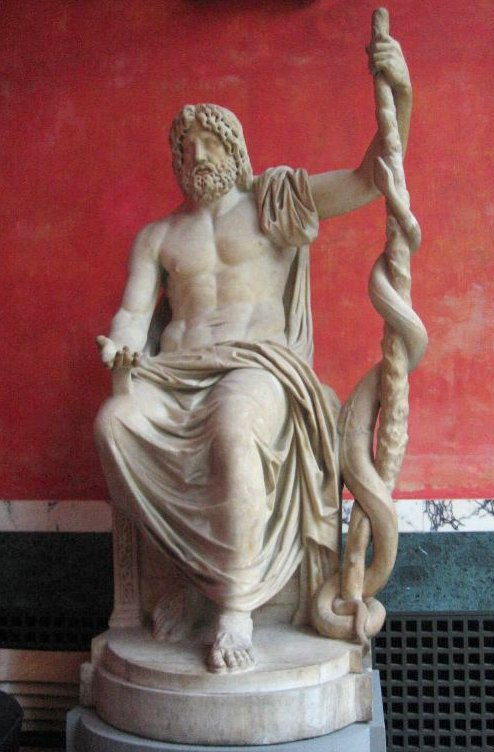
Статуя Ескулапа (Асклепія).

У містеріях змія асоціюється з божествами-рятівниками і, крім того, пов'язана з мертвими, зокрема, з померлими героями. Життєве начало або душа покидала тіло в образі змії, і душі померлих можуть перевтілюватися в змій. Змія — символ Зевса-Хтоніуса, також фалічний символ, іноді зображується обвитою навколо яйця — символу життєвої сили, уособлює ще пристрасті, що додають вітальність чоловічому і жіночому началу. Жінка зі зміями замість волосся, як у Еринній, Медузи або Грая, уособлює сили магії та ворожіння, мудрість і підступність змії. Два величезних змія, послані ображеним Аполлоном, задушили Лаокоона і двох його синів. Три змії на нагруднику Агамемнона ототожнюються з небесною змією — веселкою. Змій носять вакханки. У Римі змії пов'язані з богами-рятівниками і божествами родючості та цілительства, наприклад Салус. Атрибут Мінерви як символ мудрості. У гностицизмі змія — автор божественного Гнозиса. Крилатий змій уособлює Світове Світло, знання і просвітлення, якщо його оточує німб.

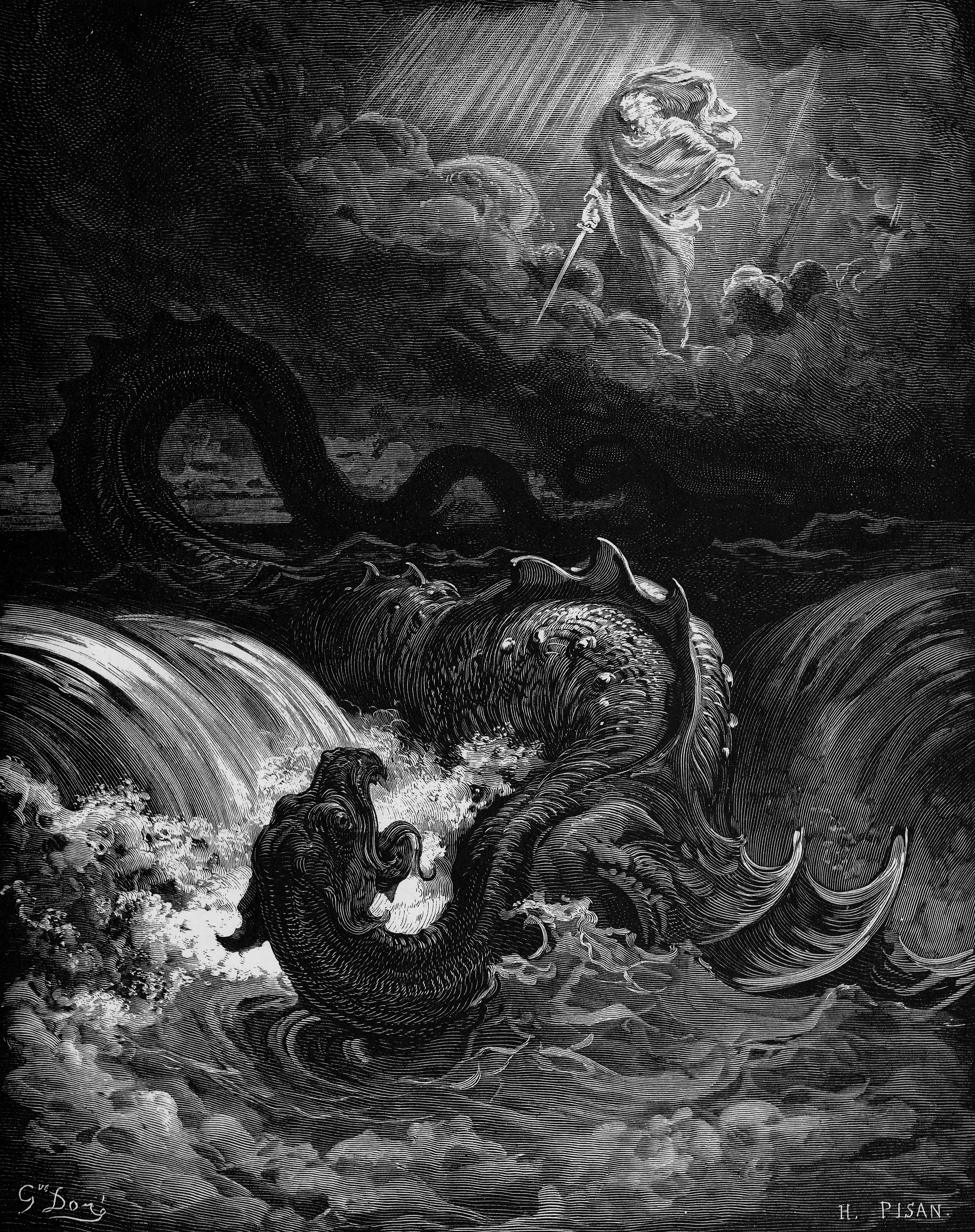
Убивство Левіафана. Гравюра Гюстава Доре, 1865 р.

В єврейській традиції змія уособлює зло, спокусу, гріх, статеву пристрасть, душі засуджених в Шеолі. Мідний змій Мойсея — гомеопатичний принцип, подібне лікується подібним. Левіафан — змій глибин. Яхве метає покручену змію (або швидкого скорпіона) — блискавку (Іов, 26:13). У Кабалі Адам Кадмон зображується у вигляді чоловіка, який тримає за шию випрямлену змію. В індуїзмі змія — шакті, природа, космічна сила, хаос, безформне, неявне, прояв ведійського вогню Агні, лютого змія. Чорна змія символізує потенційність вогню. Як Калія, переможений Крішною, який танцює на його голові, змія означає зло. Кобра символізує гору Вішну й у цій якості означає знання, мудрість і вічність. Як космічний океан Вішну спить на згорнутій змії на поверхні первісних вод, що символізує океанічний, хаотичний, неполяризований стан, що передував творінню. Переплетені тіла двох його нагів уособлюють вже запліднені води, від цього союзу народиться богиня Землі — символ землі і води одночасно.
Ананта — Тисячоголовий правитель змій — це нескінченна, безмежна, родючість; його кільця обвивають підставу осі світу. Захоплювач вод Врітра — це підземна пітьма, що поглинає води і викликає посуху, як і душитель Ахі, це триголовий змій, вбиваємий Індрою, який ударом своєї блискавки звільняє води знову.
Переплетені змії — хтонічний символ. Дві змії, рухомі одна вгору, а інша вниз, символізують Божественний Сон і Божественне Пробудження в днях і ночах Брахми. Наг і Нагана — це цар і цариця або духи, часто по праву справжні божества, їх зображують або повністю в людському вигляді, або у вигляді змій, або як людей з головою і капюшоном кобри, або з головами звичайних змій, або ж вони люди вище талії, а нижче талії мають зміїне тіло. Вони часто мають те ж значення, що і дракон в Китаї, приносячи дощ і життєву силу вод, родючість і омолодження. Це вартові порога, дверей і скарбів, матеріальних і духовних, а також вод життя, крім того, захисники корів. Зображення їх як зміїних царів і цариць поміщаються під деревами. Проткнути голову змії гострою палицею — значить фіксувати її. При закладці індуїстського храму цей ритуал імітує первісний акт творіння Соми або Індри, який підкорив хаос і створив порядок. Змія іноді обвиває лінгам Шиви. Разом зі слоном, черепахою, биком і крокодилом змія може служити опорою світу і підтримувати його. (Також див. Кундаліні).
В ацтеків змія і птиця — благотворні іпостасі Кетцалькоатля. В Ірані змія — одна з іпостасей Аримана чи Анхра-Майнью, Змія Темряви, Брехуна. У Персії змія Азі-Дахака — це душитель, ворог бога Сонця.
В ісламі змія тісно асоціюється з життям і являє собою el-hayyah і життєвий el-hyat, а також El-Hay — одне з найважливіших імен Бога, що означає оживотворення, або те, що дарує життєве начало; те, що одночасно одушевляє і підтримує, наділяє життям і є самим життєвим началом.
В Японії змія є атрибутом бога грому та грози. В маніхействі змія — символ Христа. У маорі змія — земна мудрість; той, хто прокладає шлях на болотах; зрошення землі і зростання.
У мінойській традиції символіка, пов'язана зі змією, грала на Криті важливу роль. Є свідчення існування на острові доістичного культу змії. Велика Богиня, захисниця домашнього вогнища, зображується зі зміями в руках. Пізніше змії асоціюються з заміною її божествами. На древніх монетах ця богиня зображується сидячою на троні під деревом і пестячою голову змії. Символіка змії і дерева тісно взаємопов'язані. Змія, як символ родючості, характерна для культу богині дітонародження Ілітії (Ейлейфіі). Змія, яку бачив Поліїд, несла цілющу траву, здатну воскрешати мертвих. Змія могла бути перевтіленням померлого, предка, примари. Зображення змії на могильному пагорбі означало місце поховання героя і служило символом воскресіння і безсмертя. Пізніше змія уособлювала бога-цілителя Ескулапа.
В Океанії змія — один з творців світу. Присутність змії пов'язувалося з вагітністю. Місцями вважається, що Космічний Змій живе під землею і врешті-решт знищить світ.
У Скандинавії змій Йормунганд охоплює весь світ нескінченними звивами океанських глибин. Змія Нідгьогг (« жахливий укус »), що живе біля коріння космічного дерева Іггдрасілль та постійно його гризе, уособлює сили зла у всесвіті.
У шумеро-семітській традиції вавилонська Тіамат, Безнога, Змія Темряви, зображувана також у вигляді дракона, являє собою хаос, недифференційованість і нерозділеність, підступність і порочність, знищені Мардуком — богом Сонця і світла. Ассиро-вавилонські Лакшмі і Лакшамі, іпостасії моря-Еа, — це змій і змія, що породжують чоловіче і жіноче начало неба і землі. Іштар, як Велика Богиня, зображується зі змією.
У фригійского Сабазія змія — головний атрибут. В його культі жриця, що виконує обряд, впускала під шатами на землю золоту змію як бога крізь душу. У богині злаків Нідаби змії вилазять з плечей, змія асоціюється з богинею Землі, символ якої — змія, обвиваюча жердину, і з її сином — вмираючим богом, на зображеннях якого часто з плечей з обох сторін піднімається по змії. Змія на жердині, шанована як бог зцілення, — часто повторюваний символ в Ханаані та Філістії. У тольтеків бог сонця, що виглядає з пащі змії, символізує небо.

### У християнській європейській традиції
У християнстві змій — амбівалентний символ: це і Христос, як мудрість, вознесений на Дереві Життя як спокутної жертви, і диявол в його хтонічній іпостасі. Змій — це Сатана, спокусник, ворог Бога й учасник гріхопадіння. Він уособлює сили зла, руйнування, могилу, підступність і лукавство, зло, яке людина повинна подолати в собі. Данте ототожнює змія з ворогом, але якщо він обвиває Древо Життя, то це мудрість і сприятливий символ; якщо ж Дерево Пізнання, то це Люцифер і шкідливе начало. Змій, піднятий на хресті або жердині, — це прототип Христа, піднятого на Дереві Життя заради зцілення і порятунку світу.
Іноді він зображується з жіночою головою, символізуючи спокусу; а біля основи хреста — зло. У християнській традиції змій може мінятися місцями з драконом, подібно вавилонської Тіамат. Християнський Сатана — це великий дракон, древній змій, званий дияволом і сатаною. Доброго змія можна бачити в іконографії, де він піднімається з чаші Іоанна. Злий змій — це Сатана, дракон Апокаліпсиса. Тертуліан стверджує, що християни називали Христа «Добрим Змієм». Богородиця розтрощила голову змія, що спокусив Єву, замість того, щоб піддатися йому.
Диявол називається «змієм» і «стародавнім змієм», ймовірно, щоб вказати на його підступність і злобу, а також і на ту обставину, що, приваблюючи Єву вкусити заборонений плід і порушив борг покори Богові, він прийняв на себе вид змія, в такому вигляді він і описується в Священному Писанні. Змій служить емблемою злоби, лютості і підступності. .

### Морський змій
Морський змій — термін, яким у криптозоології та міфології позначають морську змієподібну істоту, що згадується в міфах і леґендах різних народів світу й у свідченнях очевидців. Образ представлений у різних міфологічних традиціях.